# Meilleures handballeuses aux Championnats d'Europe
Les meilleures handballeuses aux Championnats d'Europe sont désignées à l'issue de chaque championnat d'Europe féminin de handball.

## Bilan
Le tableau ci-dessous recense les meilleures joueuses des différents championnat d'Europe depuis 1994 :

Les meilleures joueuses et meilleures marqueuses par édition sont :
| Année | Meilleure joueuse  | Équipe      | Meilleure marqueuse     | Équipe     | Buts |
| ----- | ------------------ | ----------- | ----------------------- | ---------- | ---- |
| 1994  | non décerné        | non décerné | Ágnes Farkas            | Hongrie    | 48   |
| 1996  | Anja Andersen      | Danemark    | Kjersti Grini           | Norvège    | 48   |
| 1998  | Trine Haltvik      | Norvège     | Ausra Fridrikas         | Autriche   | 68   |
| 2000  | Beáta Siti         | Hongrie     | Simona Gogîrlă          | Roumanie   | 68   |
| 2002  | Karin Mortensen    | Danemark    | Ágnes Farkas (2)        | Hongrie    | 58   |
| 2004  | Gro Hammerseng     | Norvège     | Bojana Radulovics       | Hongrie    | 72   |
| 2006  | Gro Hammerseng (2) | Norvège     | Nadine Krause           | Allemagne  | 58   |
| 2008  | Kristine Lunde     | Norvège     | Linn-Kristin Riegelhuth | Norvège    | 51   |
| 2010  | Linnea Torstenson  | Suède       | Cristina Neagu          | Roumanie   | 53   |
| 2012  | Anja Edin          | Norvège     | Katarina Bulatović      | Monténégro | 56   |
| 2014  | Isabelle Gulldén   | Suède       | Isabelle Gulldén        | Suède      | 58   |
| 2016  | Nycke Groot        | Pays-Bas    | Nora Mørk               | Norvège    | 53   |
| 2018  | Anna Viakhireva    | Russie      | Katarina Krpež Šlezak   | Serbie     | 50   |
| 2020  | Estelle Nze Minko  | France      | Nora Mørk (2)           | Norvège    | 52   |
| 2022  | Henny Reistad      | Norvège     | Nora Mørk (3)           | Norvège    | 50   |
| 2024  | Anna Kristensen    | Danemark    | Katrin Klujber          | Hongrie    | 60   |

## Meilleurs joueurs par compétition
La liste des meilleures joueuses par édition est :

### Championnat d'Europe 1994
À l'issue du tournoi, l'équipe-type du tournoi a été désignée, :
- meilleure gardienne : Cecilie Leganger,  Norvège
- meilleure ailière gauche : Silke Fittinger (de),  Allemagne
- meilleure arrière gauche : Ágnes Farkas,  Hongrie
- meilleure demi-centre : Camilla Andersen,  Danemark
- meilleure pivot : Erzsébet Kocsis,  Hongrie
- meilleure arrière droite : Bianca Urbanke (de),  Allemagne
- meilleure ailière droite : Janne Kolling,  Danemark

### Championnat d'Europe 1996
Il n'a pas été nommé d'équipe-type pour cette compétition, mais la Danoise Anja Andersen a été nommé meilleure joueuse et la Norvégienne Heidi Tjugum a reçu le prix de la meilleure gardienne de but,.

### Championnat d'Europe 1998
À l'issue du tournoi, l'équipe type du tournoi a été désignée :
- meilleure joueuse : Trine Haltvik[réf. nécessaire],  Norvège
- meilleure gardienne de but : Cecilie Leganger,  Norvège
- meilleure ailière gauche : Sabina Soja,  Pologne
- meilleure arrière gauche : Ausra Fridrikas,  Autriche
- meilleure demi-centre : Camilla Andersen,  Danemark
- meilleure pivot : Tonje Kjærgaard,  Danemark
- meilleure arrière droite : Kjersti Grini,  Norvège
- meilleure ailière droite : Janne Kolling,  Danemark

### Championnat d'Europe 2000
L'équipe-type de la compétition est
- Meilleure joueuse (MVP) : Beáta Siti,  Hongrie
- Gardienne : Luminița Dinu-Huțupan,  Roumanie
- Ailière gauche : Larisa Ferzalieva,  Macédoine
- Arrière gauche : Olena Tsyhytsia,  Ukraine
- Demi-centre : Beáta Siti,  Hongrie
- Pivot : Lioudmila Bodnieva,  Russie
- Arrière droite : Mélinda Jacques-Szabo,  France
- Ailière droite : Agnieszka Tobiasz,  Allemagne

### Championnat d'Europe 2002
À l'issue du tournoi, l'équipe type du tournoi a été désignée,, :
- Meilleure joueuse (MVP) : Karin Mortensen,  Danemark
- Meilleure gardienne : Karin Mortensen,  Danemark
- Meilleure ailière gauche : Line Daugaard,  Danemark
- Meilleure arrière gauche : Ausra Fridrikas,  Autriche
- Meilleure demi-centre : Kristine Andersen,  Danemark
- Meilleure pivot : Lioudmila Bodnieva,  Russie
- Meilleure arrière droite : Lina Olsson Rosenberg,  Norvège
- Meilleure ailière droite : Stéphanie Cano,  France

### Championnat d'Europe 2004
L'équipe-type de l'Euro 2004 est, :
- Meilleure joueuse (MVP) : Gro Hammerseng,  Norvège
- Meilleure gardienne de but : Karin Mortensen,  Danemark
- Meilleure ailière gauche : Olena Radchenko,  Ukraine
- Meilleure arrière gauche : Tanja Logvin,  Autriche
- Meilleure demi-centre : Gro Hammerseng,  Norvège
- Meilleure pivot : Lioudmila Bodnieva,  Russie
- Meilleure arrière droite : Grit Jurack,  Allemagne
- Meilleure ailière droite : Josephine Touray,  Danemark

### Championnat d'Europe 2006
À l'issue du tournoi, l'équipe type du tournoi a été désignée :
- meilleure joueuse : Gro Hammerseng,  Norvège
- meilleure gardienne de but : Inna Souslina,  Russie
- meilleure ailière gauche : Kari Mette Johansen,  Norvège
- meilleure arrière gauche : Nadine Krause,  Allemagne
- meilleure demi-centre : Gro Hammerseng,  Norvège
- meilleure pivot : Lioudmila Bodnieva,  Russie
- meilleure arrière droite : Ibolya Mehlmann,  Hongrie
- meilleure ailière droite : Annika Wiel Fréden,  Suède
- meilleure joueuse en défense : Isabelle Wendling,  France

### Championnat d'Europe 2008
À l'issue du tournoi, l'équipe type du tournoi a été désignée,,, : 
- Meilleure joueuse (MVP) : Kristine Lunde,  Norvège
- Meilleure gardienne de but : Katrine Lunde Haraldsen,  Norvège
- Meilleure ailière gauche : Valentina Ardean-Elisei,  Roumanie
- Meilleure arrière gauche : Tonje Larsen,  Norvège
- Meilleure demi-centre : Kristine Lunde,  Norvège
- Meilleure pivot : Begoña Fernández,  Espagne
- Meilleure arrière droite : Grit Jurack,  Allemagne
- Meilleure ailière droite : Linn-Kristin Riegelhuth,  Norvège
- Meilleure joueuse en défense : Nadejda Mouravieva,  Russie

### Championnat d'Europe 2010
À l'issue du tournoi, l'équipe-type du tournoi a été désignée, :
- meilleure joueuse : Linnea Torstenson,  Suède
- meilleure gardienne de but: Katrine Lunde Haraldsen,  Norvège
- meilleure ailière gauche : Mie Augustesen,  Danemark
- meilleure arrière gauche : Cristina Neagu,  Roumanie
- meilleure demi-centre : Gro Hammerseng,  Norvège
- meilleure pivot : Heidi Løke,  Norvège
- meilleure arrière droite : Nerea Pena,  Espagne
- meilleure ailière droite : Maibritt Kviesgaard,  Danemark
- meilleure défenseure : Johanna Wiberg,  Suède

### Championnat d'Europe 2012
À l'issue du tournoi, l'équipe-type du tournoi a été désignée :
- Meilleure joueuse (MVP) :  Anja Edin (34/61, 56 %)
- Meilleure gardienne de but :  Katrine Lunde Haraldsen (99/247, 40 %)
- Meilleure ailière gauche :  Polina Kouznetsova (26/39, 67 %)
- Meilleure arrière gauche :  Sanja Damnjanović (29/63, 46 %)
- Meilleure demi-centre :  Andrea Lekić (33/57, 58 %)
- Meilleure pivot :  Heidi Løke (29/47, 62 %)
- Meilleure arrière droite :  Katarina Bulatović (56/119, 47 %)
- Meilleure ailière droite :  Jovanka Radičević (40/61, 66 %)
- Meilleure défenseuse :  Anja Althaus

### Championnat d'Europe 2014
L'équipe-type désignée à l'issue du tournoi est composée de, :
- Meilleure joueuse :  Isabelle Gulldén,
- Meilleure gardienne de but :  Silje Solberg
- Meilleure ailière gauche :  Maria Fisker
- Meilleure arrière gauche :  Cristina Neagu
- Meilleure demi-centre :  Kristina Kristiansen
- Meilleure pivot :  Heidi Løke
- Meilleure arrière droite :  Nora Mørk
- Meilleure ailière droite :  Carmen Martín
- Meilleure joueuse en défense :  Sabina Jacobsen

### Championnat d'Europe 2016
| \| · Toft · Herrem · Broch · Martín · Neagu · Groot · Mørk Meilleur joueuse : Groot Meilleur défenseure : Edwige Meilleure buteuse : Mørk, 53 buts \| |
| Équipe type du championnat d'Europe 2016 |
| · Toft · Herrem · Broch · Martín · Neagu · Groot · Mørk Meilleur joueuse : Groot Meilleur défenseure : Edwige Meilleure buteuse : Mørk, 53 buts       |

Le 15 décembre 2016, 40 joueuses (5 par poste et 5 pour la meilleure joueuse en défense) ont été sélectionnées pour l'élection de l'équipe type sur la base de leur performance globale tout au long du tournoi (nombre de buts, mais aussi performance en défense, nombre de contres et de passes et réaction dans les moments cruciaux de chaque match). Le vote des internautes compte pour 40 % et celui d'un jury d'experts pour 60 % du résultat final. La meilleure joueuse de la compétition est quant à elle uniquement désignée par le jury d'experts.
L'équipe type désignée à l'issue du tournoi est composée de :
- Meilleure joueuse : Nycke Groot,  Pays-Bas
- Meilleure gardienne de but : Sandra Toft,  Danemark
- Meilleure ailière gauche : Camilla Herrem,  Norvège
- Meilleure arrière gauche : Cristina Neagu,  Roumanie
- Meilleure demi-centre : Nycke Groot,  Pays-Bas
- Meilleure pivot : Yvette Broch,  Pays-Bas
- Meilleure arrière droite : Nora Mørk,  Norvège
- Meilleure ailière droite : Carmen Martín,  Espagne
- Meilleure défenseure : Béatrice Edwige,  France

### Championnat d'Europe 2018
| \| · Leynaud · Mehmedović · Pintea · Martín · Háfra · Oftedal · Stolle Meilleure joueuse : Viakhireva Meilleure défenseure : Dulfer Meilleure marqueuse : Krpež (50 buts) \| |
| Équipe-type du championnat d'Europe 2018 |
| · Leynaud · Mehmedović · Pintea · Martín · Háfra · Oftedal · Stolle Meilleure joueuse : Viakhireva Meilleure défenseure : Dulfer Meilleure marqueuse : Krpež (50 buts)       |

L'équipe-type du tournoi est composée des joueuses suivantes, :
- Meilleure joueuse :  Anna Viakhireva
- Meilleure gardienne de but :  Amandine Leynaud
- Meilleure ailière droite :  Carmen Martín
- Meilleure arrière droite :  Alicia Stolle
- Meilleure demi-centre :  Stine Bredal Oftedal
- Meilleure pivot :  Crina Pintea
- Meilleure arrière gauche :  Noémi Háfra
- Meilleure ailière gauche :  Majda Mehmedović
- Meilleure défenseure :  Kelly Dulfer

### Championnat d'Europe 2020
| Toft Herrem Debelić Radičević Bobrovnikova Oftedal Mørk Meilleur joueuse : Nze Minko Meilleur défenseuse : Haugsted Meilleur marqueuse : Mørk , 52 buts              |
| Équipe-type du championnat d'Europe 2020 |
| · Toft · Herrem · Debelić · Radičević · Bobrovnikova · Oftedal · Mørk Meilleur joueuse : Nze Minko Meilleur défenseuse : Haugsted Meilleur marqueuse : Mørk, 52 buts |

L'équipe type du tournoi est composée des joueuses suivantes :
- Meilleure joueuse :  Estelle Nze Minko
- Meilleure gardienne de but :  Sandra Toft
- Meilleure ailière droite :  Jovanka Radičević
- Meilleure arrière droite :  Nora Mørk
- Meilleure demi-centre :  Stine Bredal Oftedal
- Meilleure pivot :  Ana Debelić
- Meilleure arrière gauche :  Vladlena Bobrovnikova
- Meilleure ailière gauche :  Camilla Herrem
- Meilleure joueuse en défense :  Line Haugsted

### Championnat d'Europe 2022
| \| · Darleux · Friis · Foppa · Radičević · Neagu · Oftedal · Klujber Meilleure joueuse : Reistad Meilleure défenseure : Heindahl Meilleure marqueuse : Mørk (50) \| |
| Équipe-type du championnat d'Europe 2022 |
| · Darleux · Friis · Foppa · Radičević · Neagu · Oftedal · Klujber Meilleure joueuse : Reistad Meilleure défenseure : Heindahl Meilleure marqueuse : Mørk (50)       |

L'équipe-type de la compétition est, :
- Meilleure joueuse : Henny Reistad,  Norvège
- Meilleure gardienne de but : Cléopâtre Darleux,  France
- Meilleure ailière gauche : Emma Friis,  Danemark
- Meilleure arrière gauche : Cristina Neagu,  Roumanie
- Meilleure demi-centre : Stine Bredal Oftedal,  Norvège
- Meilleure arrière droite : Katrin Klujber,  Hongrie
- Meilleure ailière droite : Jovanka Radičević,  Monténégro
- Meilleure pivot : Pauletta Foppa,  France
- Meilleure joueuse en défense : Kathrine Heindahl,  Danemark

### Championnat d'Europe 2024
| \| · Kristensen · Friis · Brnović · Győri-Lukács · Stanko · Reistad · Klujber Meilleure joueuse : Kristensen Meilleure défenseure : Foppa Meilleure marqueuse : Klujber \| |
| Équipe-type du championnat d'Europe 2024 |
| · Kristensen · Friis · Brnović · Győri-Lukács · Stanko · Reistad · Klujber Meilleure joueuse : Kristensen Meilleure défenseure : Foppa Meilleure marqueuse : Klujber       |

L'équipe-type du tournoi est composée des joueuses suivantes :
- Meilleure joueuse :  Anna Kristensen
- Meilleure gardienne de but :  Anna Kristensen
- Meilleure ailière droite :  Viktória Győri-Lukács
- Meilleure arrière droite :  Katrin Klujber
- Meilleure demi-centre :  Henny Reistad
- Meilleure pivot :  Tatjana Brnović
- Meilleure arrière gauche :  Tjaša Stanko
- Meilleure ailière gauche :  Emma Friis
- Meilleure joueuse en défense :  Pauletta Foppa